# Estación de Mimétiz
Mimétiz (en euskera y oficialmente, según Adif, Mimetiz) es un apeadero ferroviario situado en el barrio de Mimétiz del municipio español de Zalla, provincia de Vizcaya. Forma parte de la red de vía estrecha operada por Renfe Operadora a través de su división comercial Renfe Cercanías AM. Cuenta con servicios regionales (línea R-3f de Santander a Bilbao) y de cercanías (línea R-3b de Bilbao a Carranza).

## Situación ferroviaria
La estación forma parte de las siguientes líneas férreas:
- Pk. 623,724 de la línea de ferrocarril de vía estrecha que une Ferrol con Bilbao, tomando Ferrol como punto de partida, lo que explica el elevado kilometraje, entre el apeadero clausurado de Ocharán y la estación de Aranguren. Este kilometraje es el que predomina en la señalización.
- Pk. 32,385 de la línea de ferrocarril de vía estrecha de Bilbao a Santander, tomando Bilbao como punto de partida.

El tramo es de vía única en ancho métrico y está electrificado. Se corresponde con la línea 08-780 - Santander-Bilbao La Concordia de la Red Ferroviaria de Interés General de España, administrada por el ente público Adif.

## Historia

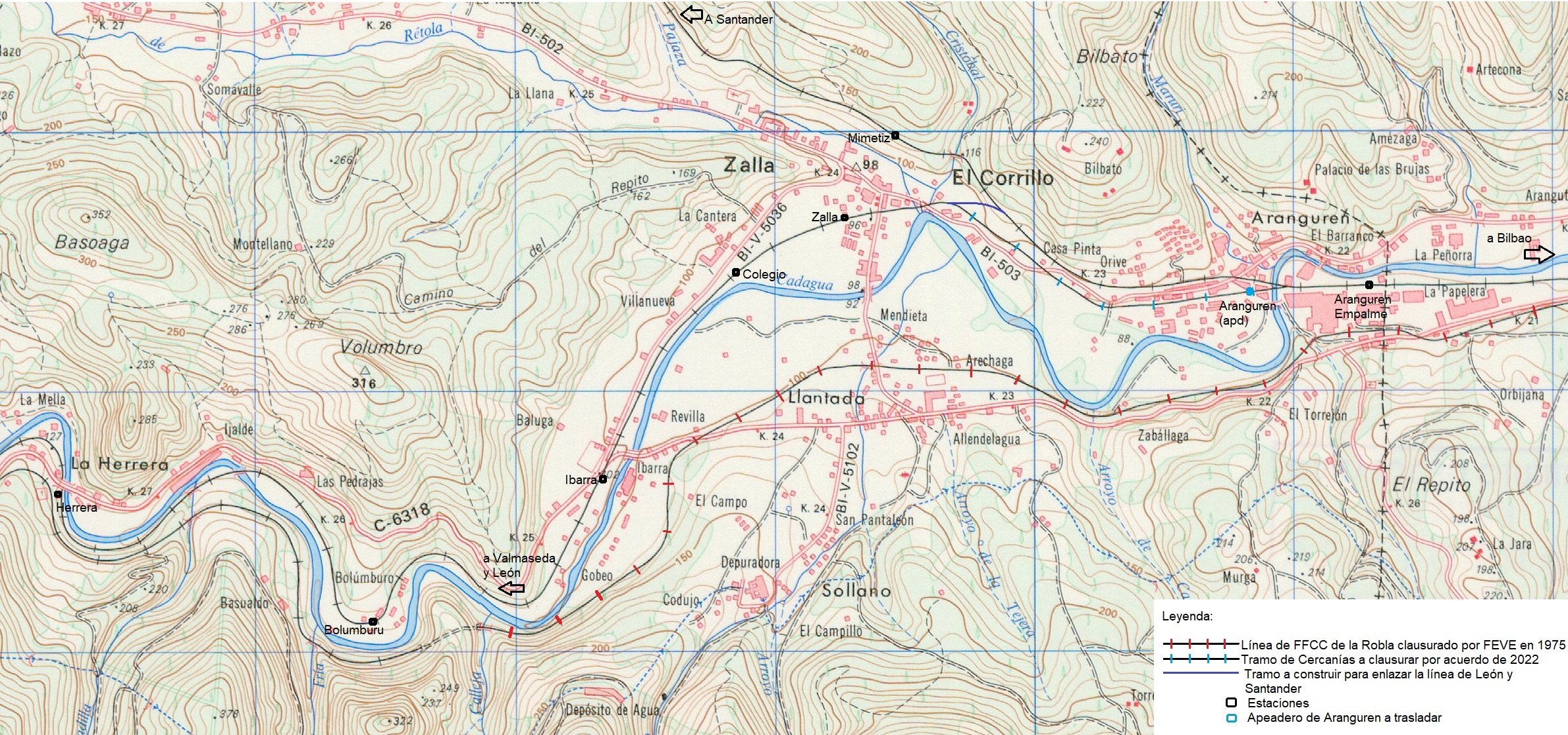
Evolución de las líneas ferroviarias en el municipio de Zalla.

Los orígenes de la línea que acogería la estación se remontan a 1893, cuando se constituyó la Compañía del Ferrocarril de Zalla a Solares, como paso previo a su integración en 1894 en la Compañía del Ferrocarril de Santander a Bilbao.  Posteriormente, Orejo (Santander) fue la estación seleccionada en la línea para la conexión con el tramo de enlace de 78 km de longitud en ancho métrico con el Ferrocarril del Cadagua, también de ancho métrico. Esta conexión a la que pertenece Mimétiz permitiría la conexión ferroviaria entre Santander y Bilbao. Comenzado por la Compañía del Ferrocarril de Zalla a Solares, fue concluida por la Compañía de los Ferrocarriles de Santander a Bilbao, empresa constituida el 1 de julio de 1893, por fusión de las tres compañías (Santander-Solares, Zalla-Solares y Cadagua).
El 1 de enero de 2013, se disolvió la empresa FEVE en un intento del gobierno por unificar vía ancha y estrecha, encomendándose la titularidad de las instalaciones ferroviarias a Adif y la explotación de los servicios ferroviarios a Renfe Operadora, distinguiéndose la división comercial de Renfe Cercanías AM para los servicios de pasajeros y de Renfe Mercancías para los servicios de mercancías. El apeadero se inauguró seguidamente, ya bajo la propiedad del nuevo ente público.

## La estación
No pertenece a las estaciones originales de la línea. Se accede desde la Avenida Sabino Arana, junto al frontón municipal. Se encuentra en el límite norte del casco urbano de la localidad de Zalla. Debido a su carácter de apeadero, se trata de una instalación muy sencilla. El andén lateral, de 60 metros de longitud, se sitúa a la derecha de las vías en kilometraje ascendente, junto al cual se ubica refugio acristalado y la única vía principal. El acceso peatonal se realiza a través de una escalinata ascendente que salva el fuerte desnivel desde el aparcamiento del frontón próximo. También puede hacerse por medio de un ascensor acristalado panorámico.
El tramo dispone de Bloqueo Automático en Vía Única (BAU) con Control de Tráfico Centralizado (CTC).

## Servicios ferroviarios

### Cercanías
La estación cuenta con los servicios de R-3b (Bilbao - Carranza), aunque esta línea ha quedado reducida a un trayecto por día en dirección Bilbao tras la pandemia de 2020.
| procedencia/destino | < estación | Línea | estación > | destino/procedencia |
| ------------------- | ---------- | ----- | ---------- | ------------------- |
| Bilbao Concordia    | Aranguren  |       | Traslaviña | Carranza            |

### Regionales
Los trenes regionales que realizan el recorrido Santander - Bilbao (línea R-3f) tienen parada en esta estación. La frecuencia es de tres trenes diarios por sentido, más un tren matinal adicional entre la estación de Carranza y Bilbao los días laborables. Los servicios ferroviarios en Mimétiz en la relación Bilbao-Santander, para los trayectos regionales, se prestan exclusivamente con composiciones diésel de la serie 2700
| Línea | Origen/Destino | Paradas intermedias | Destino/Origen   |
| --- | -------------- | --- | ---------------- |
| | Santander      | Valdecilla-La Marga · Nueva Montaña · Valle Real · Maliaño-La Vidriera · Astillero · La Cantábrica* · San Salvador* · Heras · Orejo · Puente Agüero · Villaverde de Pontones · Hoz de Anero · Beranga · Gama · Cicero · Treto · Limpias · Marrón · Udalla · Gibaja · Carranza · Villaverde Trucios · Arcentales ·Traslaviña · Mimétiz · Aranguren · Sodupe · Zaramillo · Iráuregui · Zorroza-Zorrozgoiti · Basurto Hospital · Amézola | Bilbao Concordia |
| * En los apeaderos de La Cantábrica y San Salvador sólo efectúan parada los servicios de la línea R3a Santander - Marrón. |                | |                  |